# 四天王寺

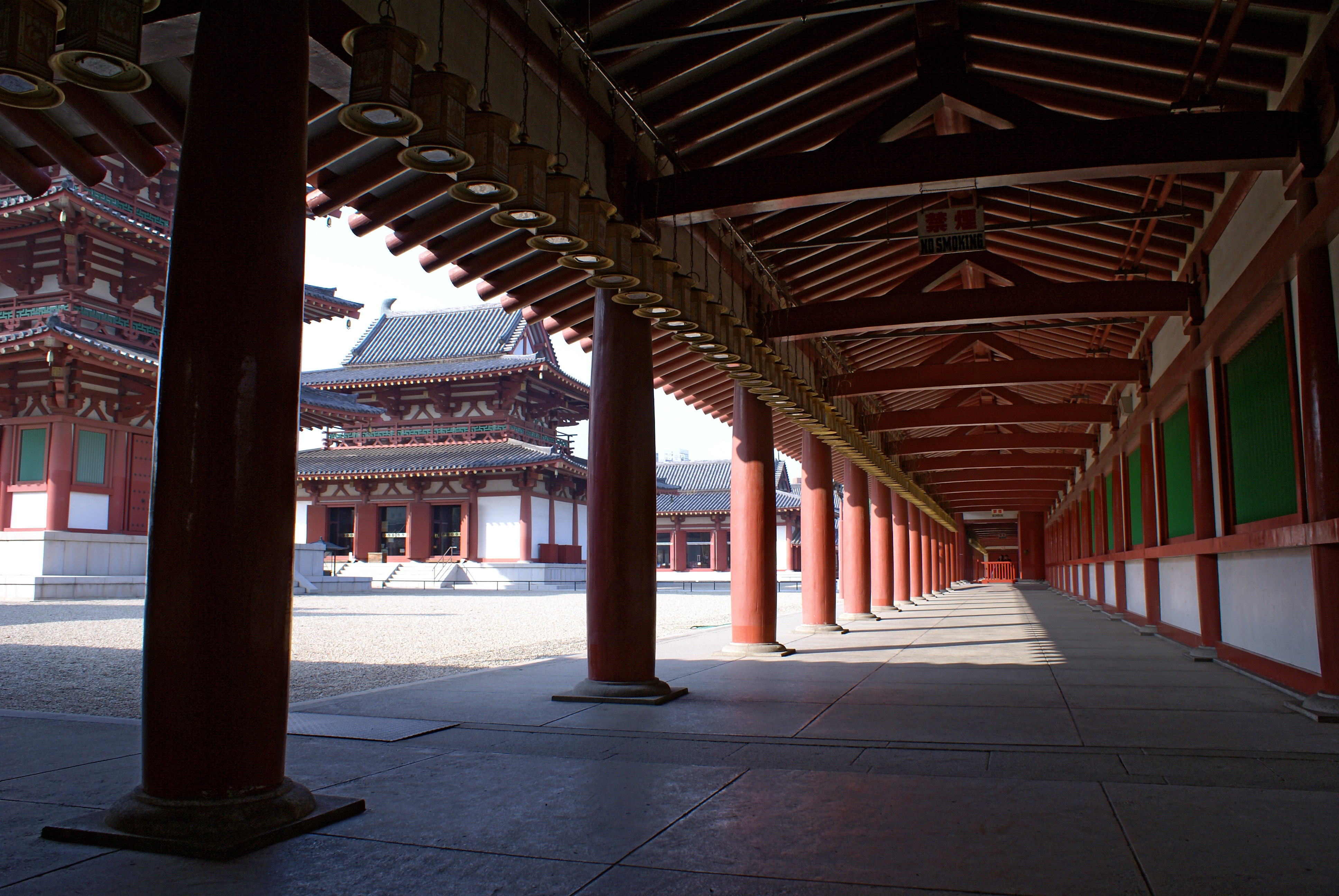
中心伽藍回廊

四天王寺（日语：／ Shitennō-ji *）是位在日本大阪府大阪市天王寺區的寺院，和宗總本山。山號「荒陵山」（あらはかさん）。本尊救世觀音菩薩、配祀四大天王，開基（創立者）為聖德太子。別稱「金光明四天王大護國寺」。聖德太子建立七大寺之一。

## 歷史

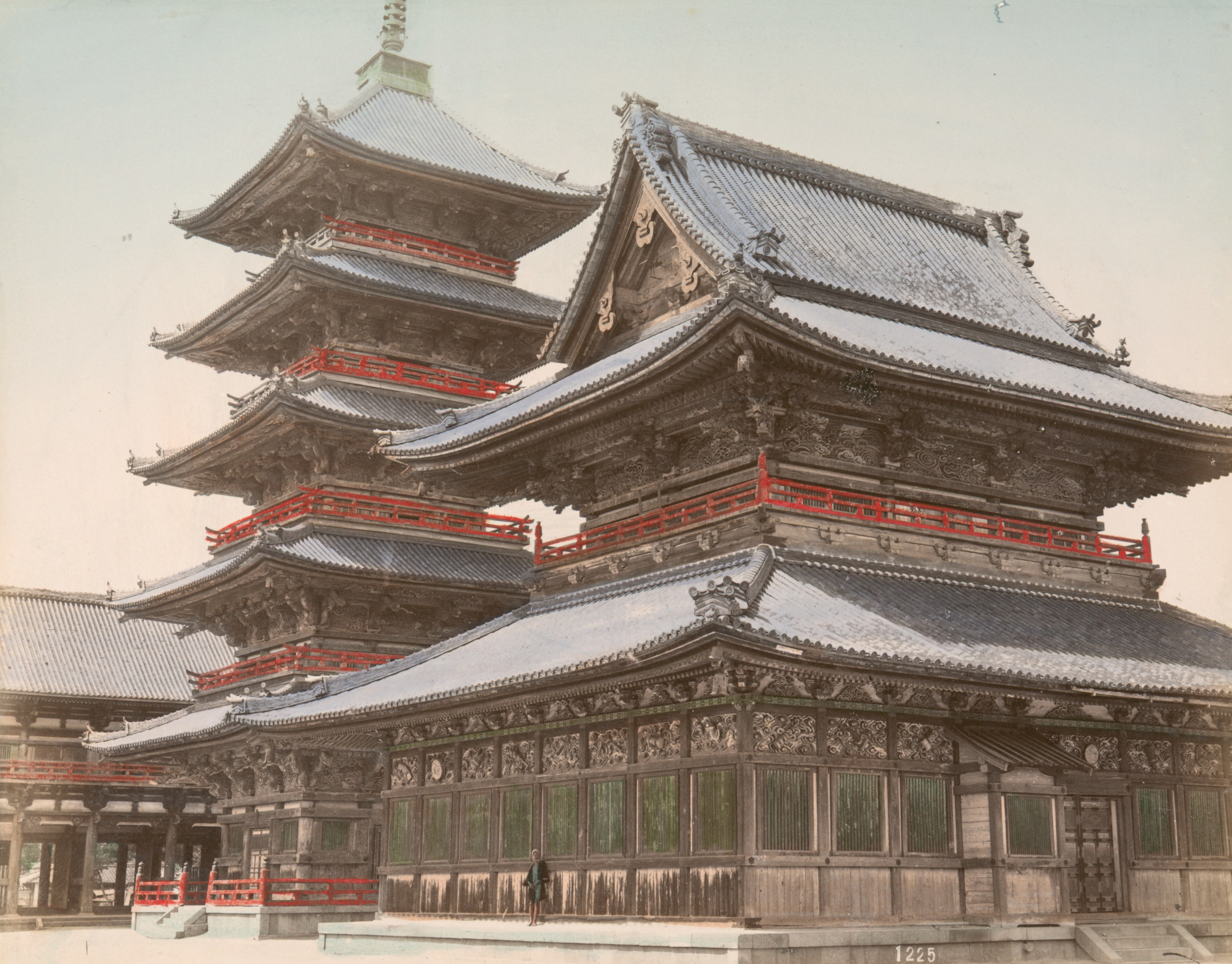
1880年代的四天王寺

據稱聖德太子受物部守屋欺壓已久，向佛教護法神「持國天王」、「增長天王」、「廣目天王」、「多聞天王」禮拜許願，如能打倒物部守屋的勢力，建立伽藍，後果然將物部氏滅亡。推古元年（西元593年）還願建寺，敬奉四大天王，屬於當地庶民信仰重心之一。

## 建築樣式
寺廟於諸多戰火中燒毀相當多的建物。1957年重建五重塔和金堂，试图重現飛鳥時代的樣式。
境內總面積約3萬3千坪(約11萬平方公尺)。主要建築有：
1.伽藍：從南向北，中門、五重塔、金堂、講堂均處一直線上，四周並以迴廊式建築，被稱為「四天王寺式伽藍」，屬於日本最古老的伽藍配置樣式之一。

2.聖靈院（太子殿）：供奉聖德太子的御靈。

3.寶物館：具有創建當時各式各樣五百多種的日本國寶及文化財。

4.極樂淨土庭：日式庭園，內有五智光院。

5.六時堂：堂前具有重要文化財石舞台

6.北鐘堂、太鼓樓、萬燈院等

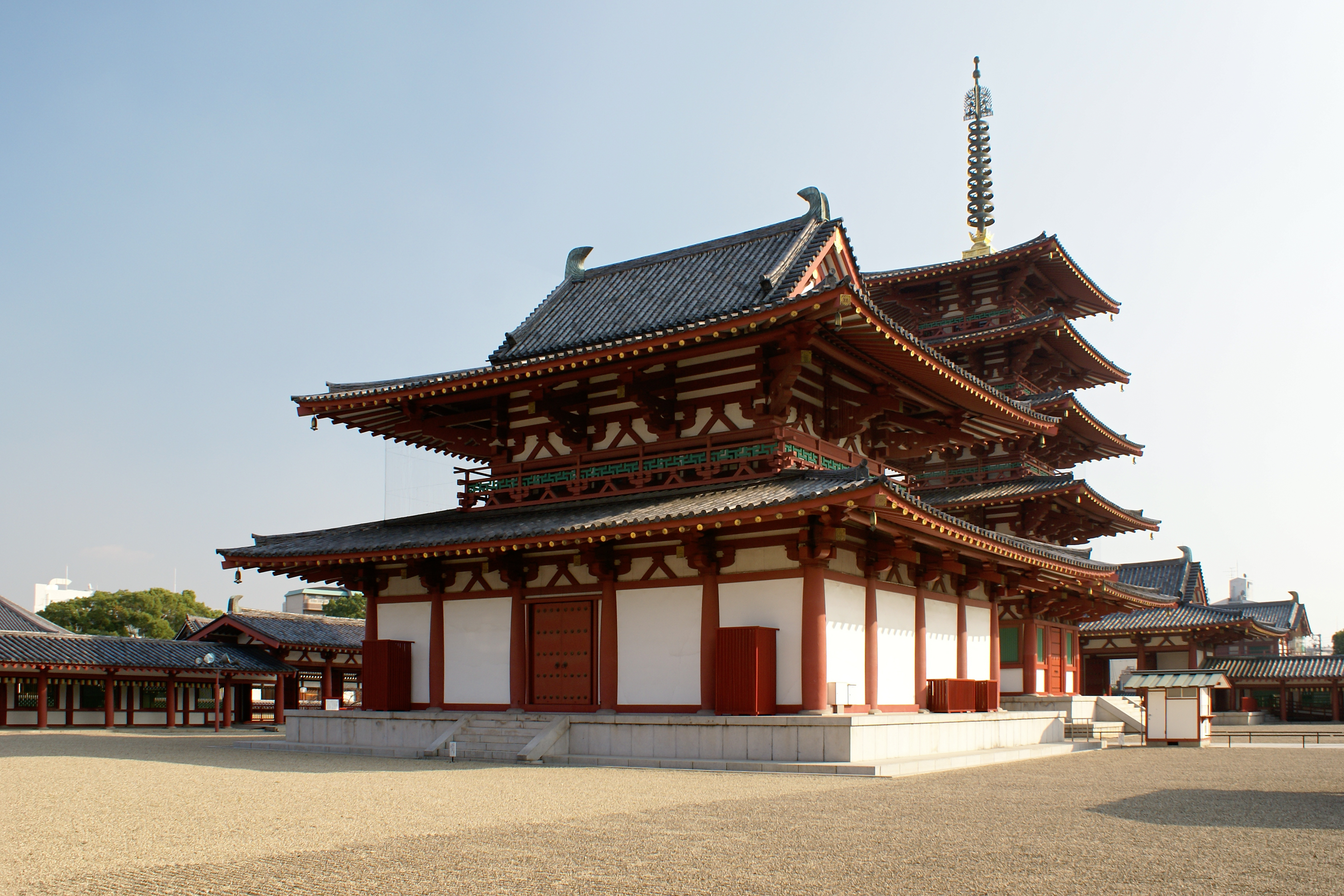
金堂
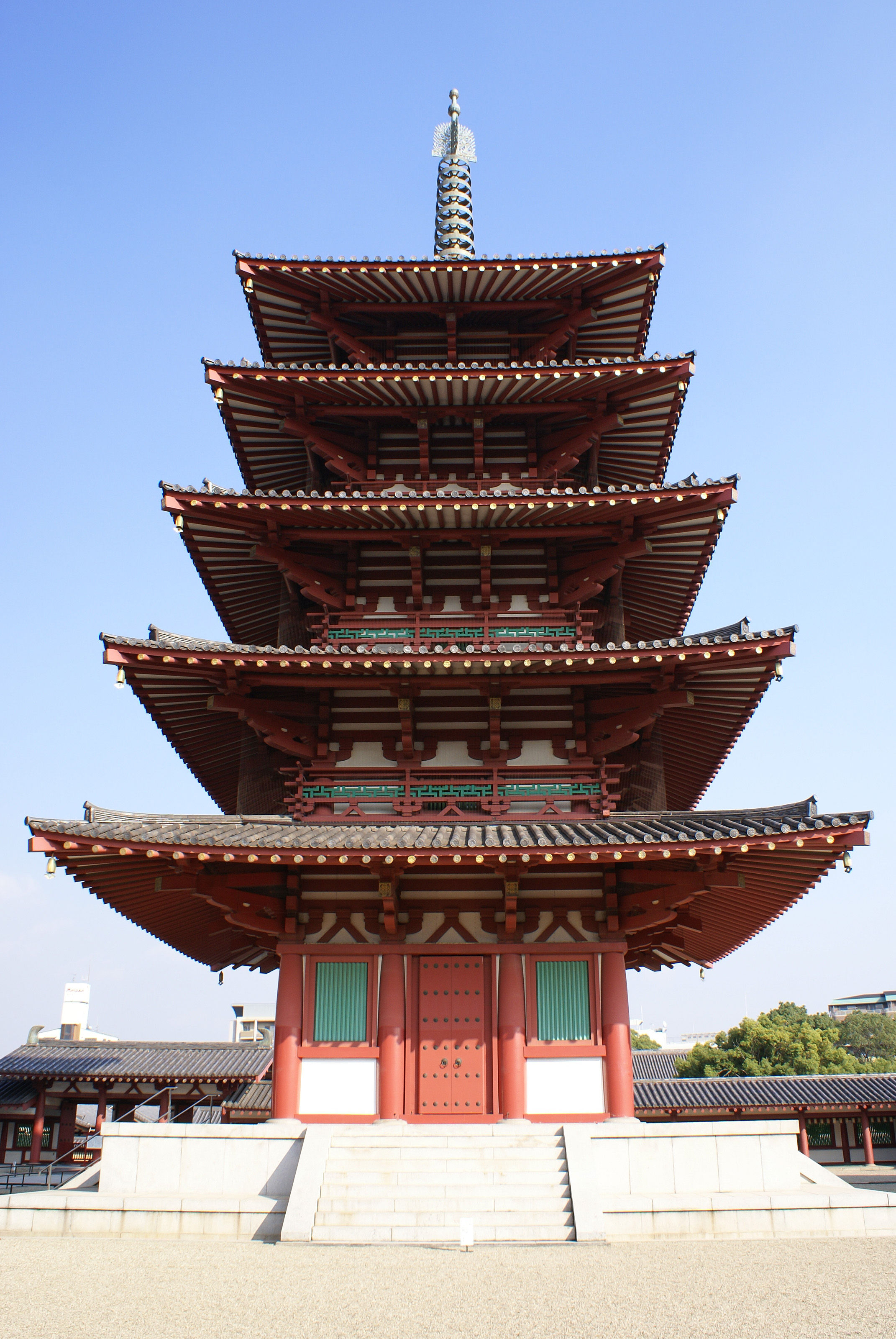
五重塔
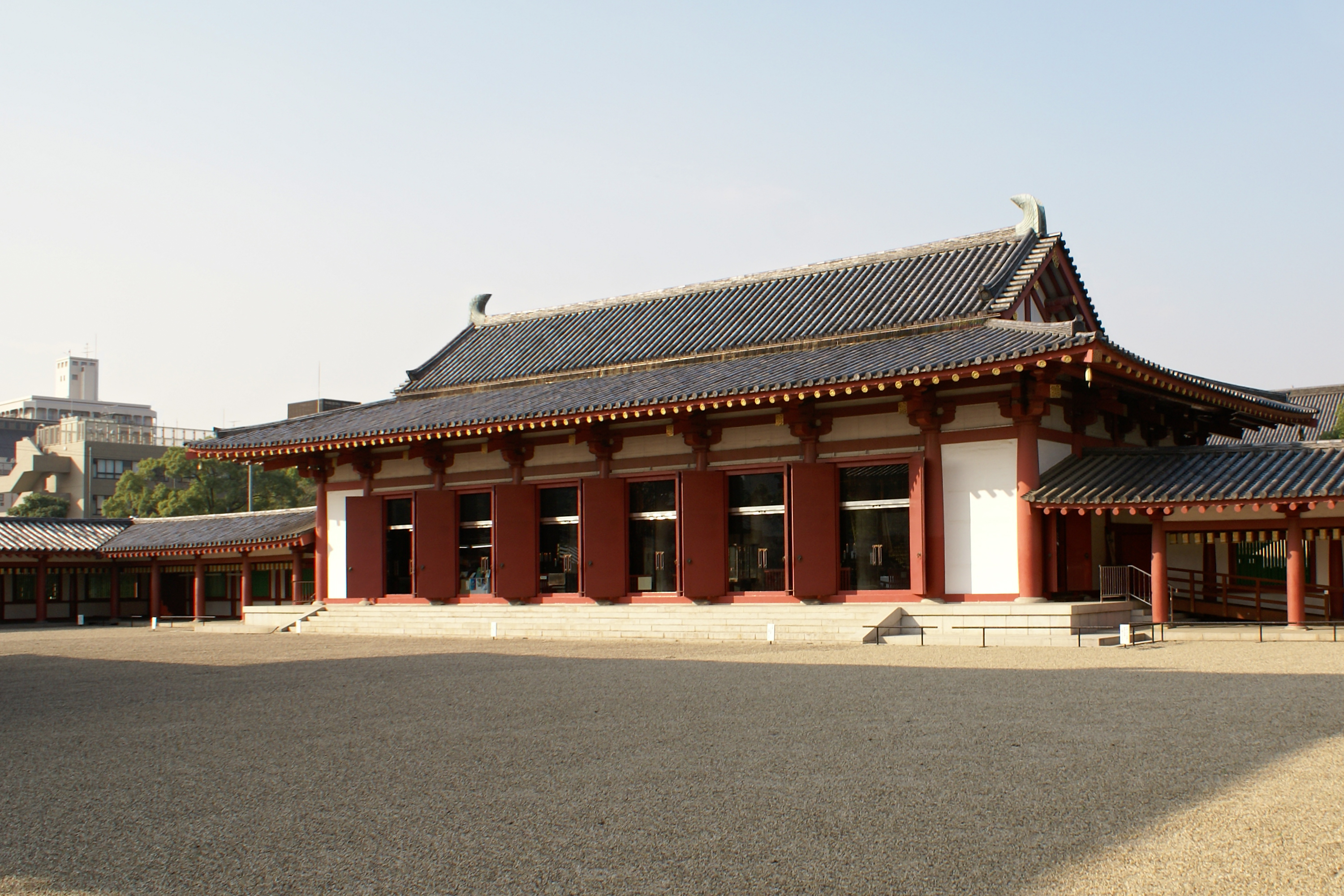
講堂
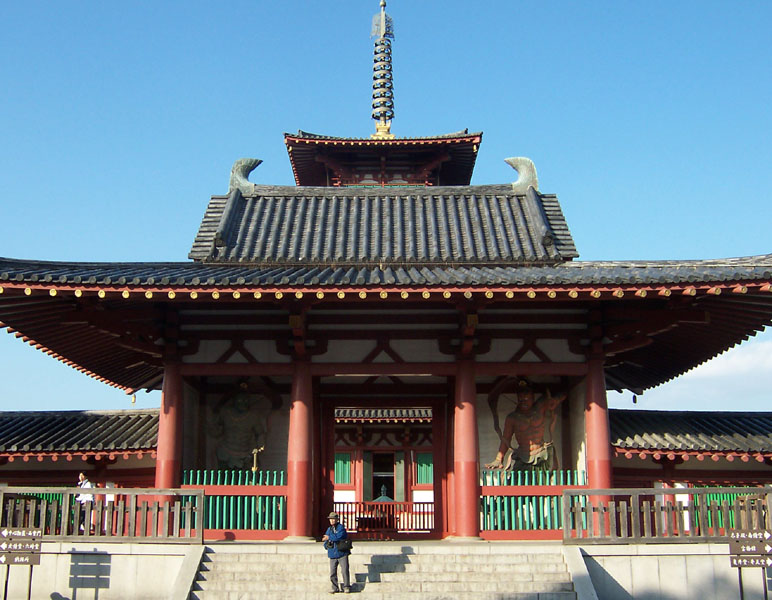
中門（仁王門）
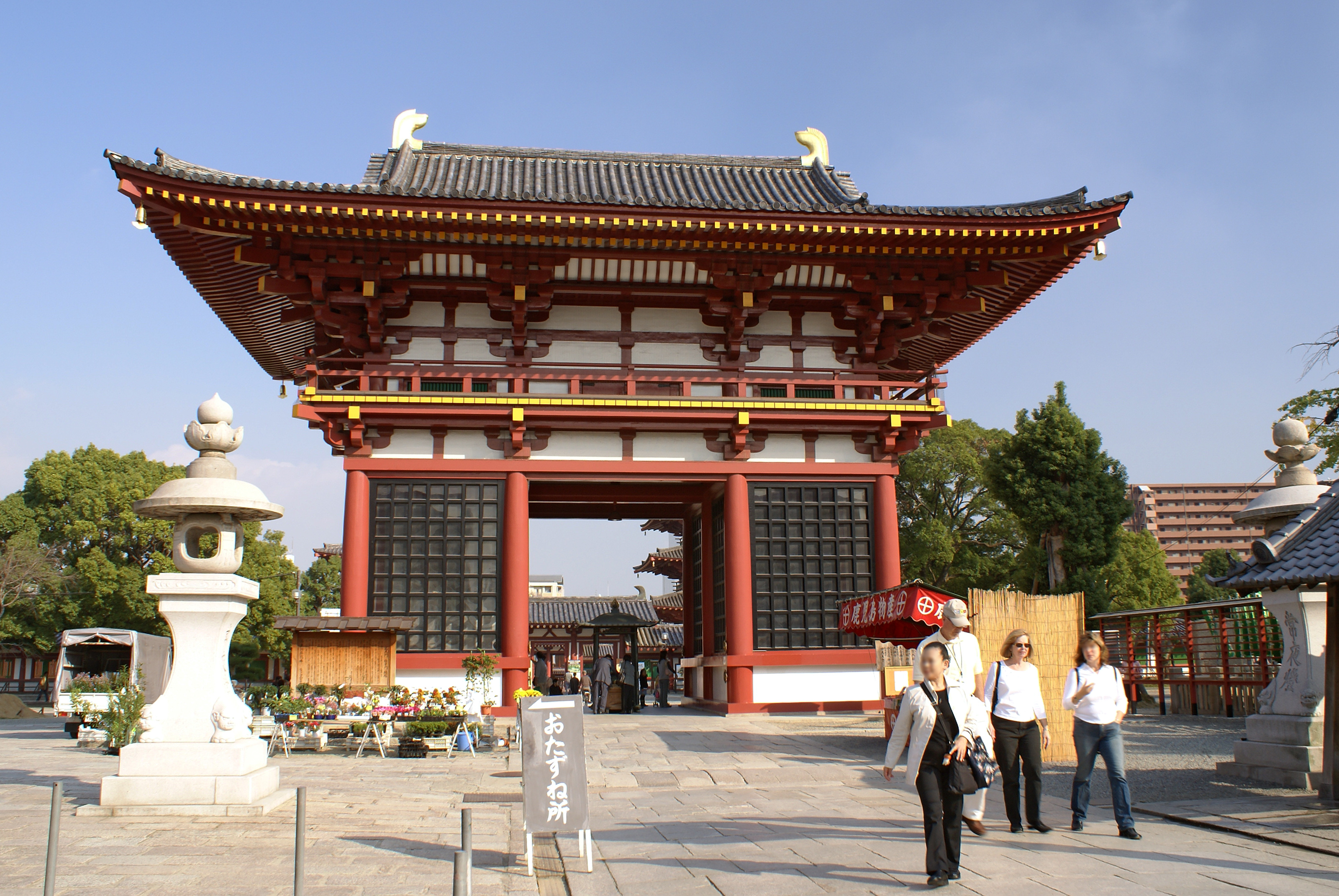
西大門（極樂門）
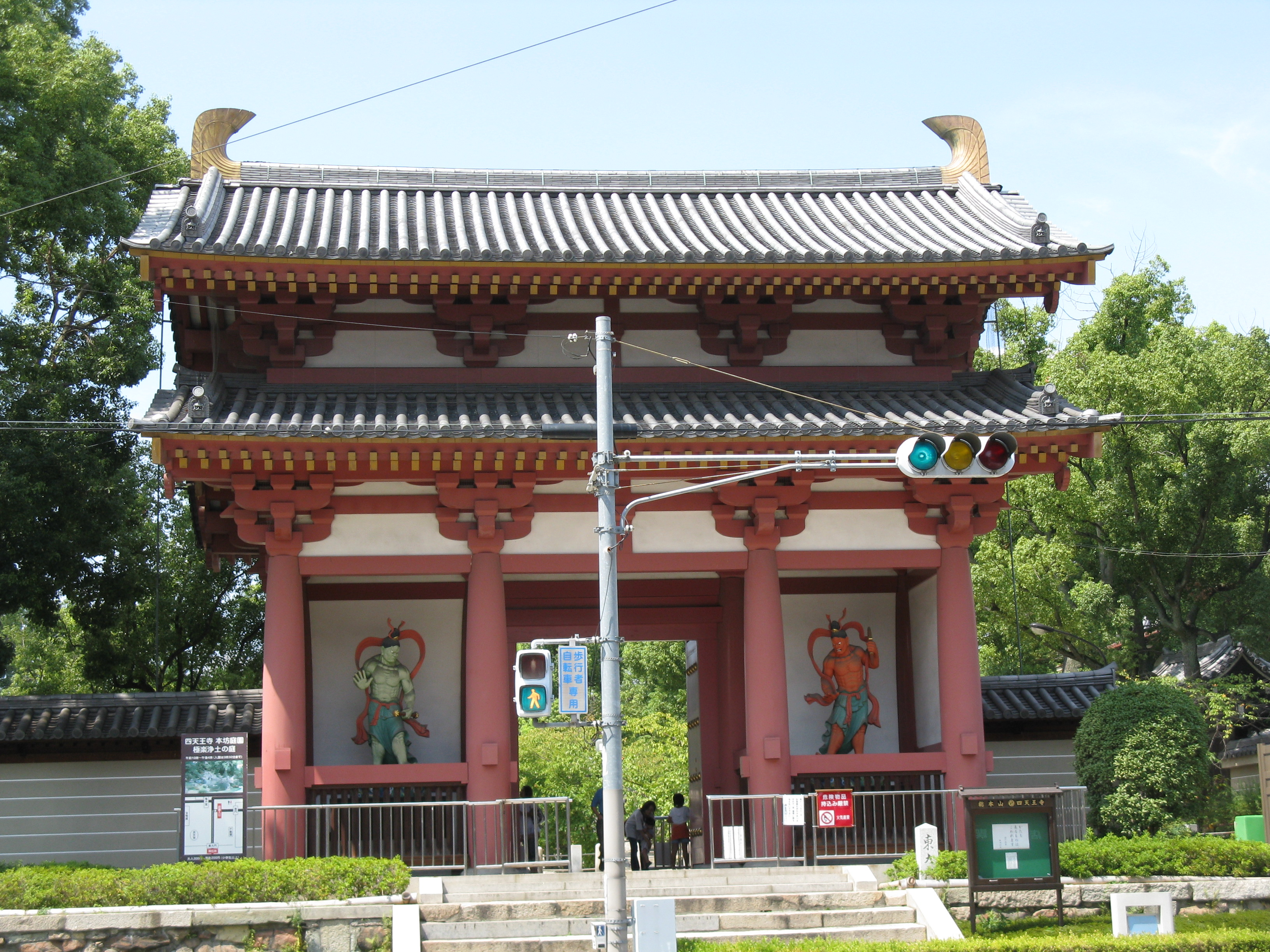
東大門
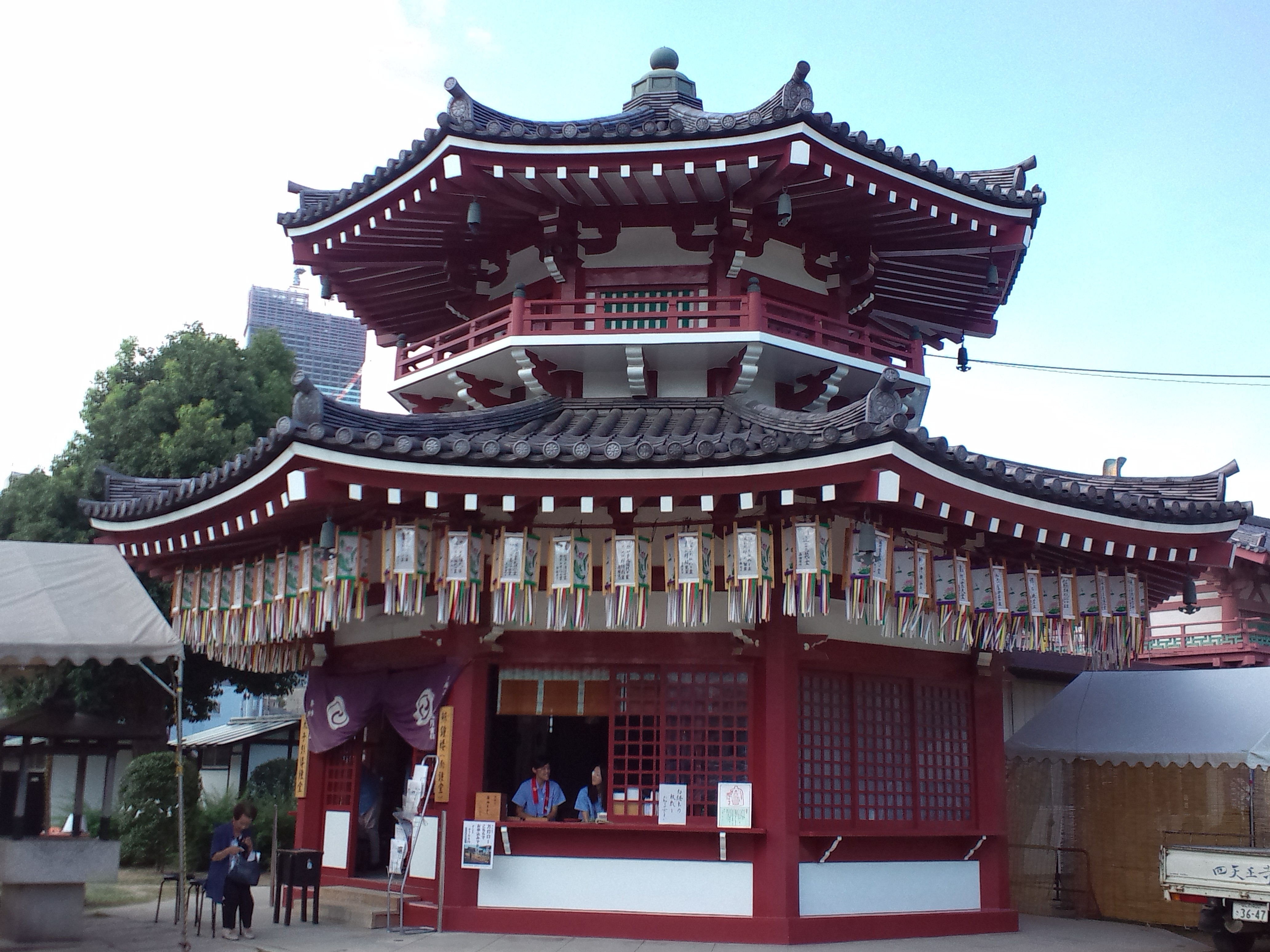
南鐘堂
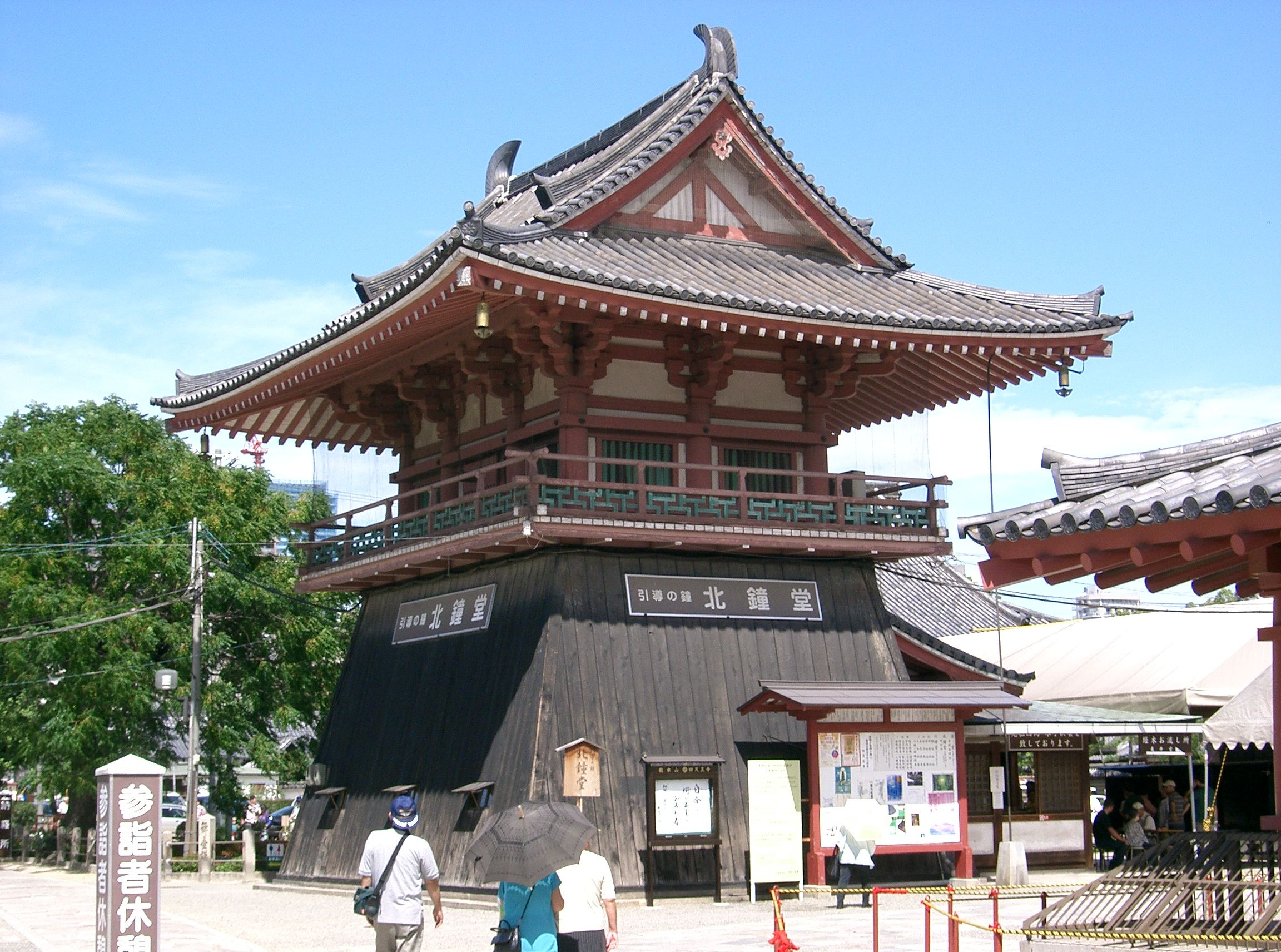
北鐘堂
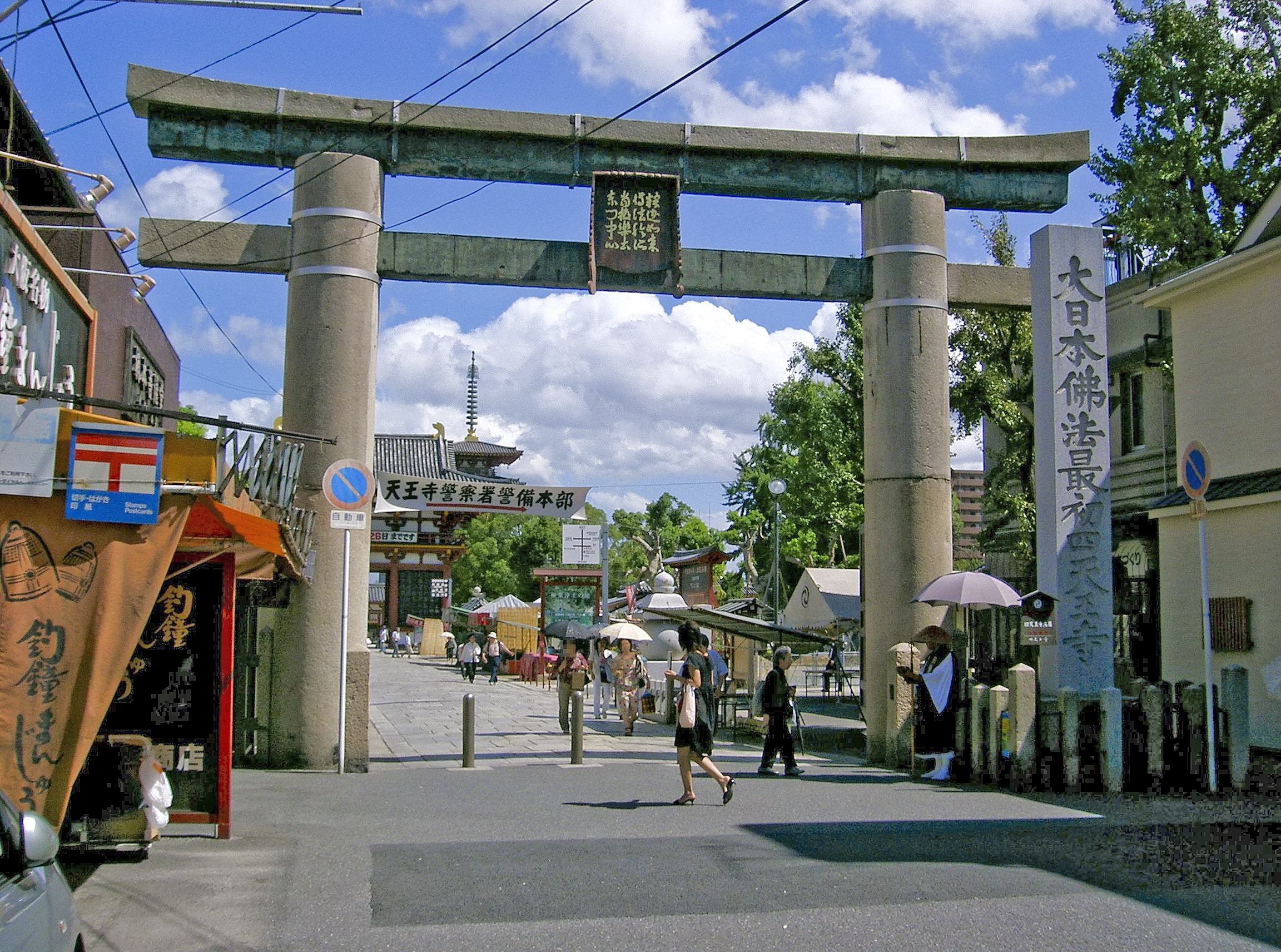
西大門前的石鳥居
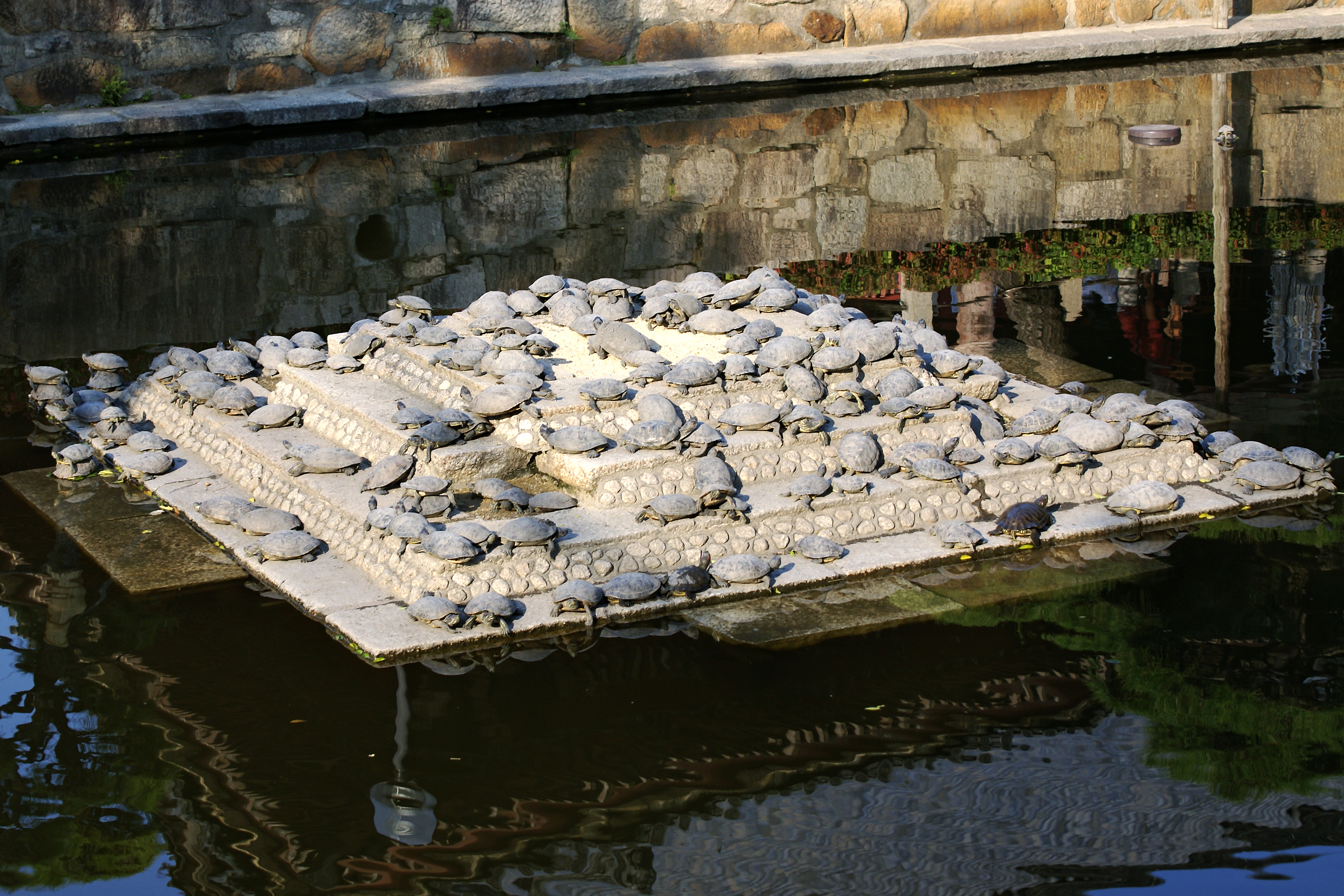
龜池
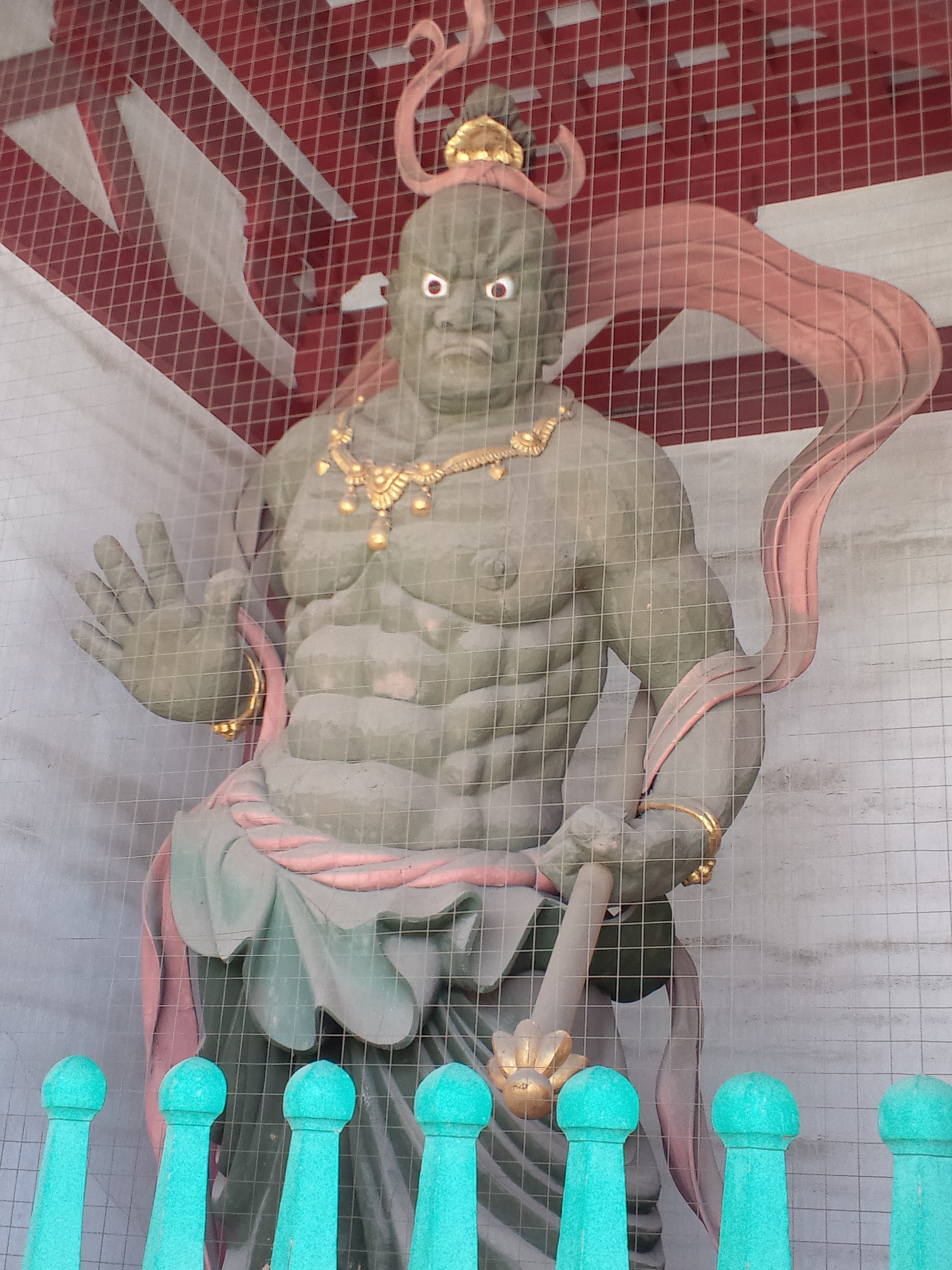
中門的金剛力士
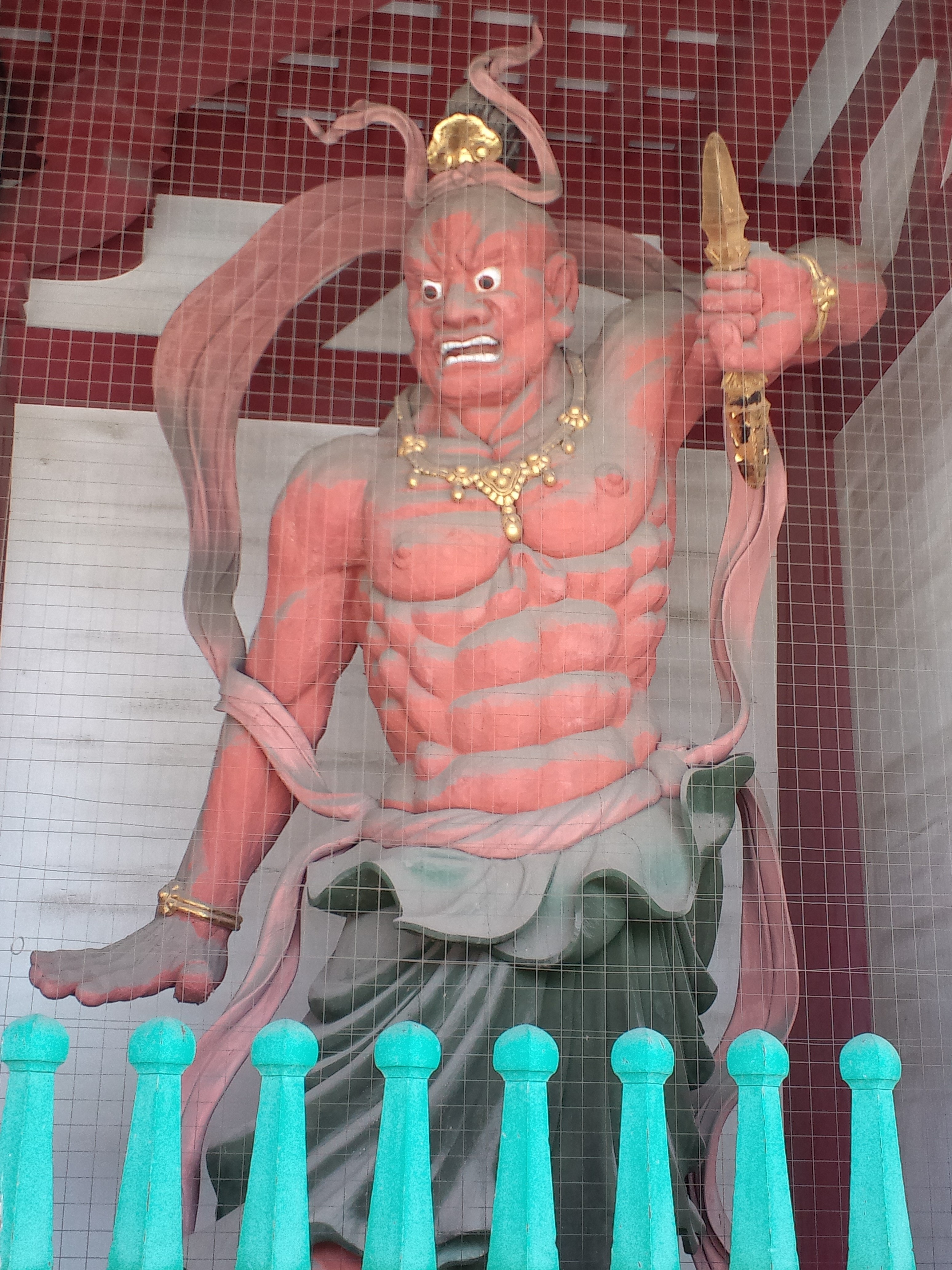
中門的金剛力士
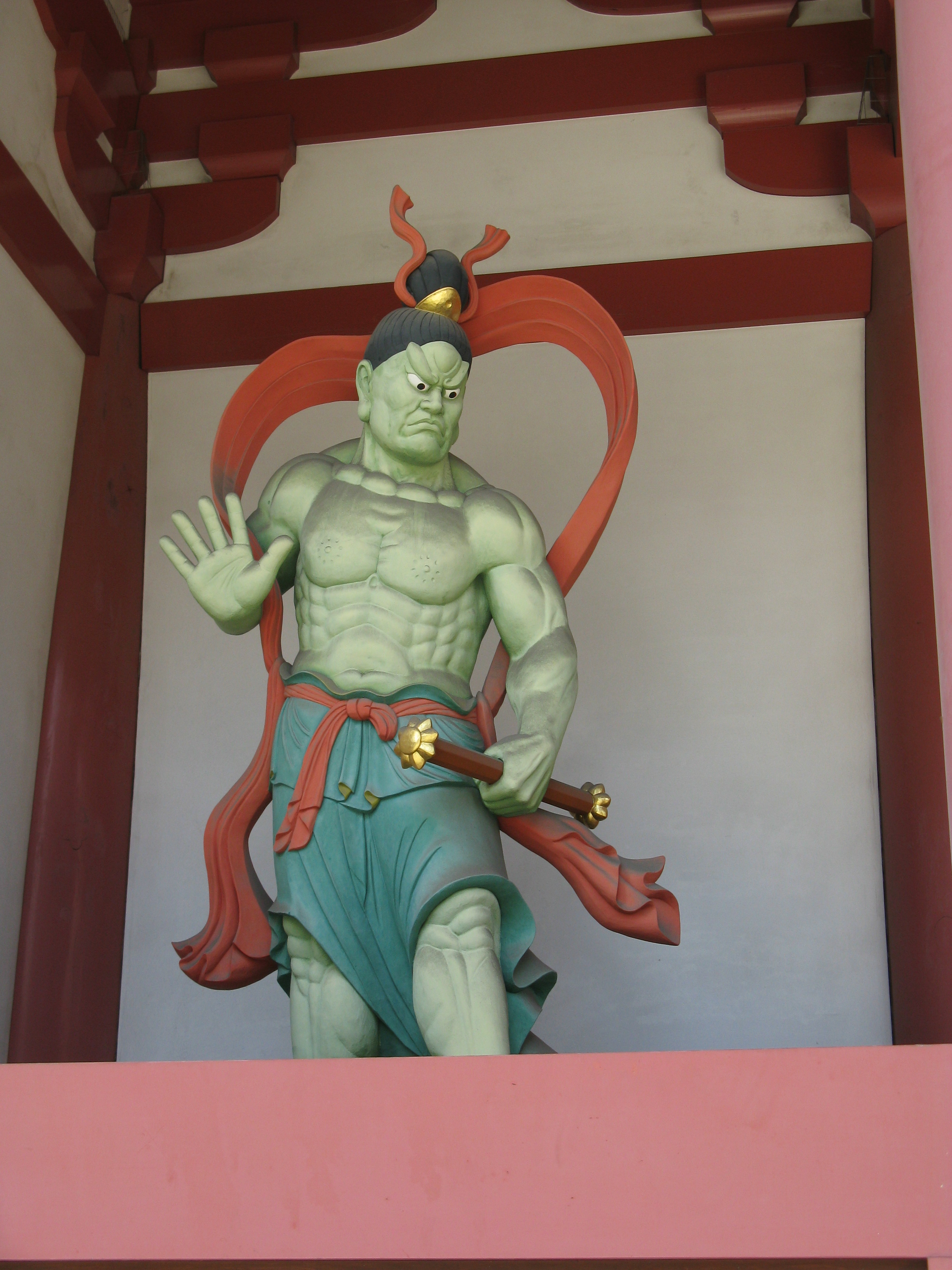
東大門的金剛力士
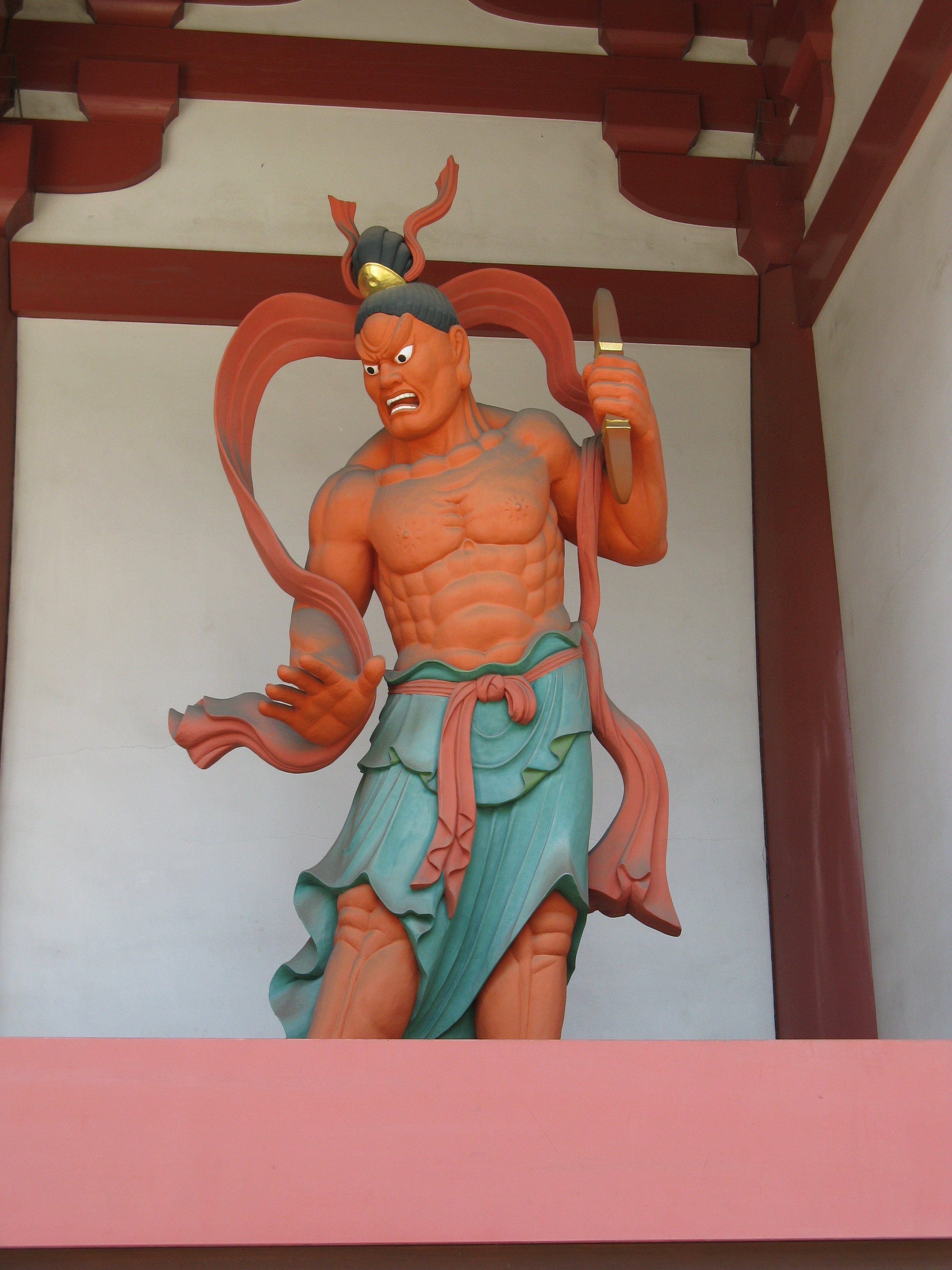
東大門的金剛力士

## 四箇院制度
由於聖德太子虔誠信奉佛教，因而擁有救助眾生的理念，創建之際也設立了四箇院制度，至今仍在運作。分別為：
1.敬田院(即後來的四天王寺學園)：以佛教為基礎並進行全人教育的機構。

2.悲田院(即今日的四天王寺福祉事業團)：進行社會福利相關事業。

3.療病院及施藥院(兩者合併，成為現今的四天王寺醫院，同屬於四天王寺福祉事業團下)

## 重要活動
每月固定行事：

大師會：每月21日 具有露天市集。

太子會：每月22日 描繪有聖德太子傳說之繪堂特別無料拜觀。

每年固定行事： 

聖靈會舞樂大法要--天王寺舞樂(重要無形民俗文化財)：每年4月22日

## 文化遺產

### 建築物
重要文化財（國家指定）
- 四天王寺六時堂
- 四天王寺本坊西通用門
- 四天王寺本坊湯屋方丈
- 四天王寺五智光院
- 四天王寺元三大師堂
- 四天王寺石舞台
- 四天王寺鳥居（附 左右玉垣） - 1294年建立，嘉暦元年（1326年）銘文

登録有形文化財
- 四天王寺八角亭（四天王寺本坊庭園内） - 第5回内國勸業博覽会（1903年）的招待所

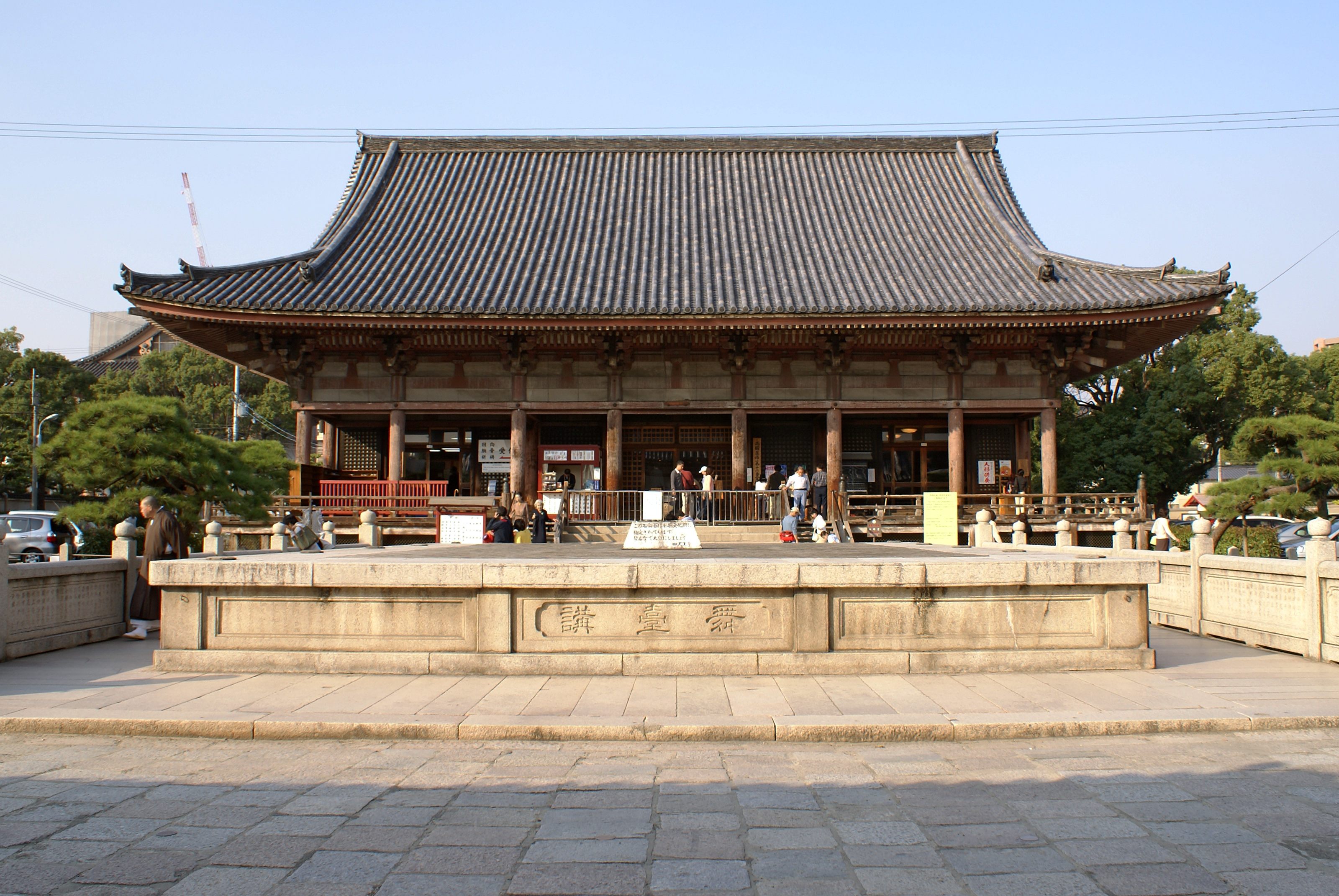
六時堂
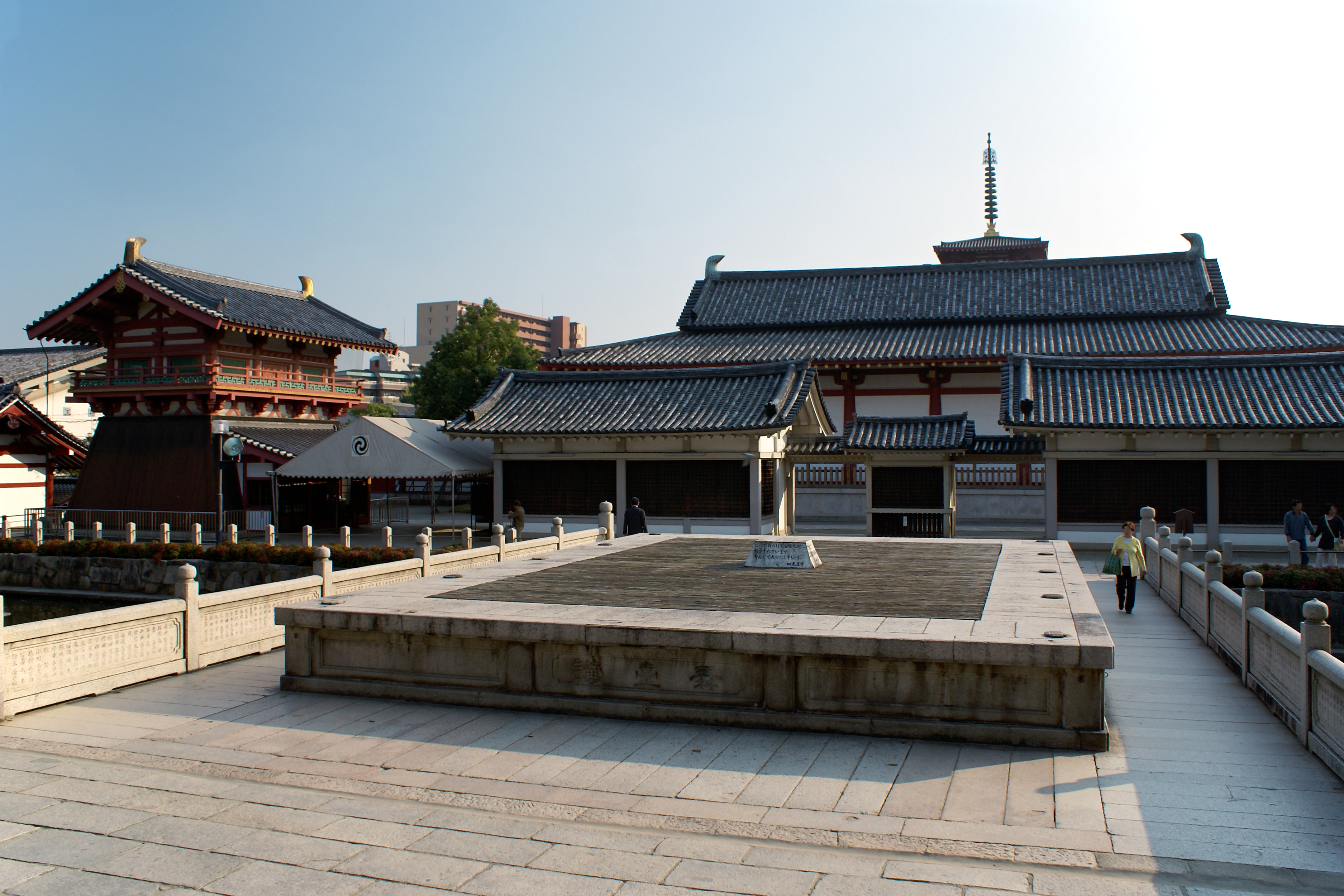
石舞台
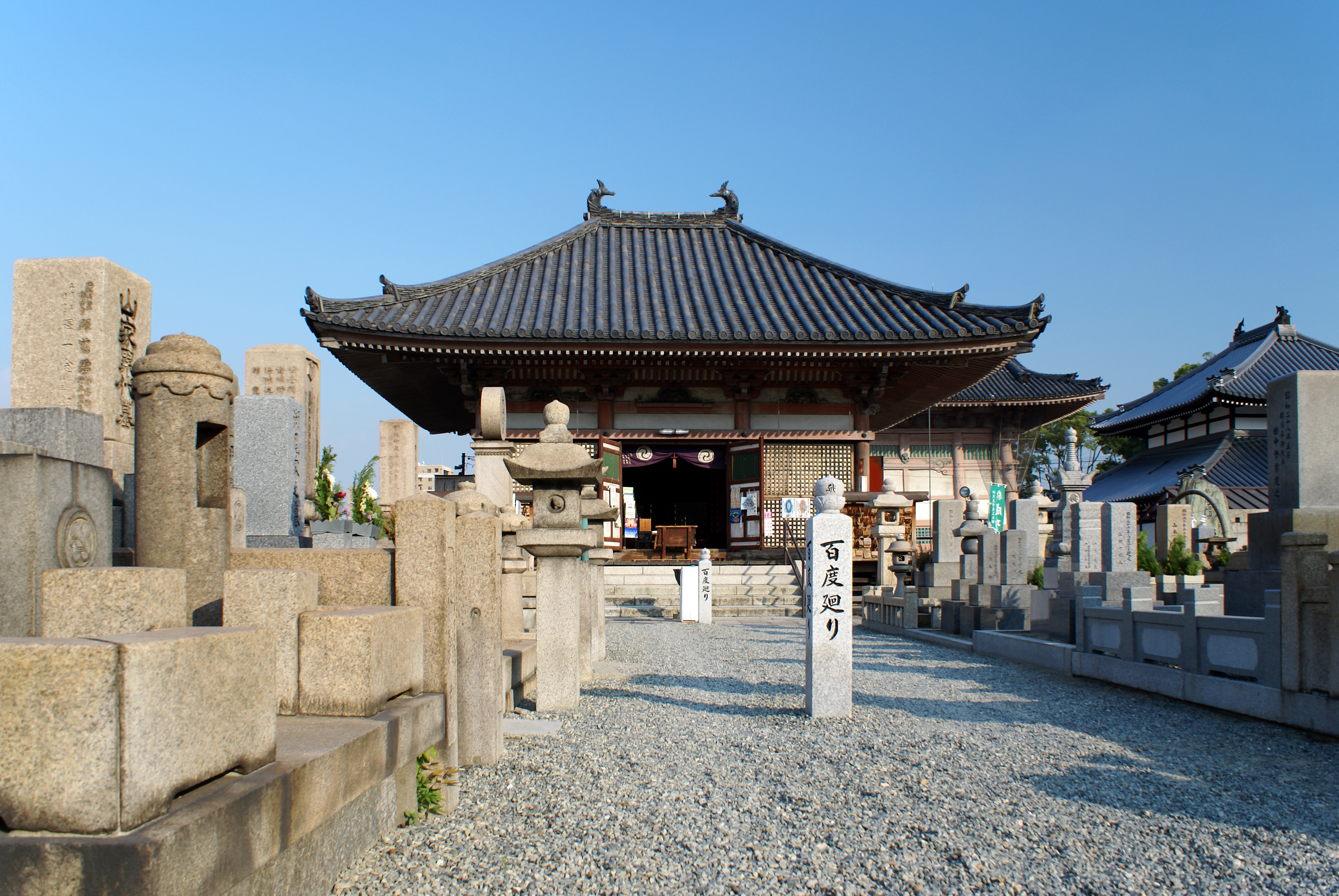
元三大師堂
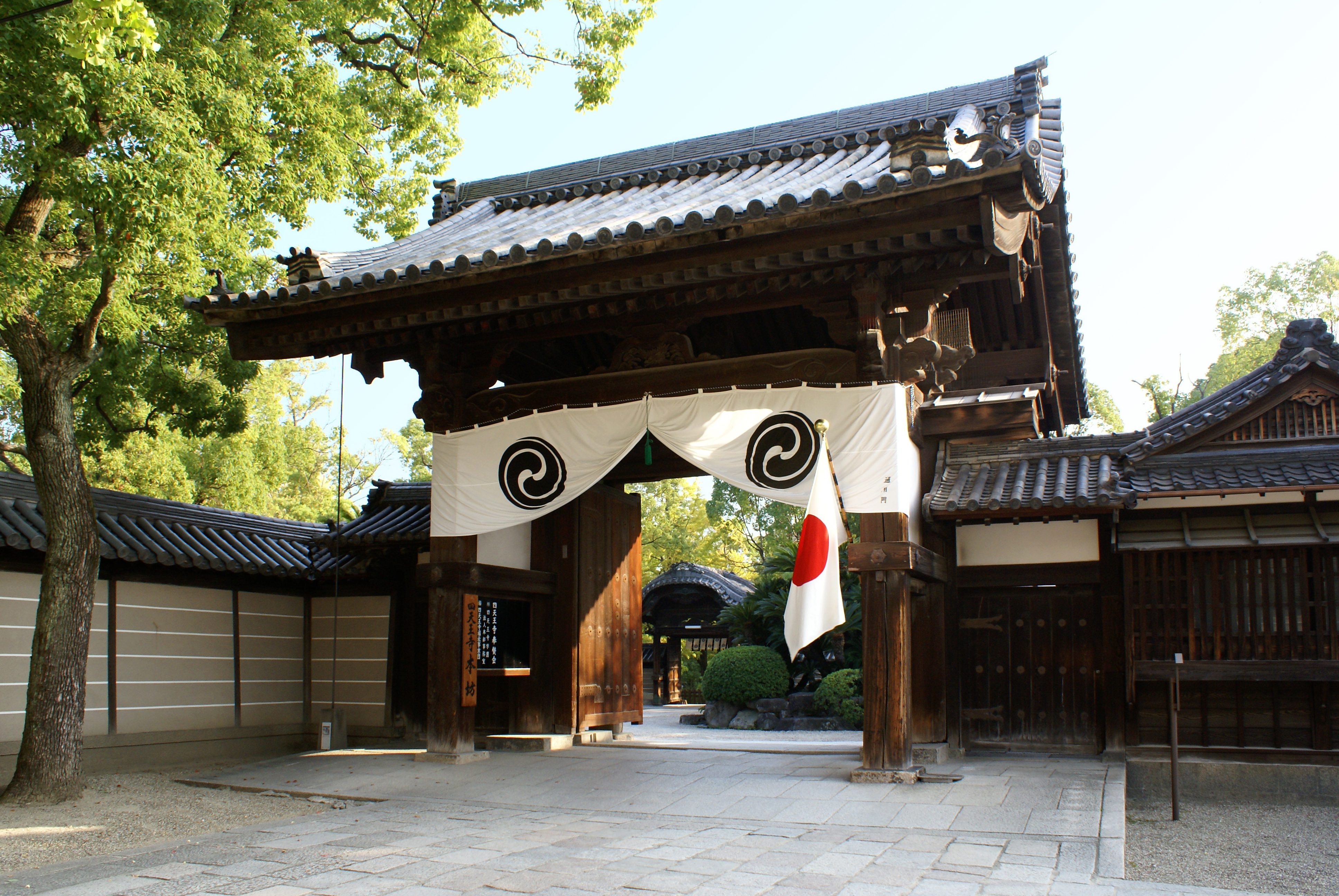
本坊西通用門
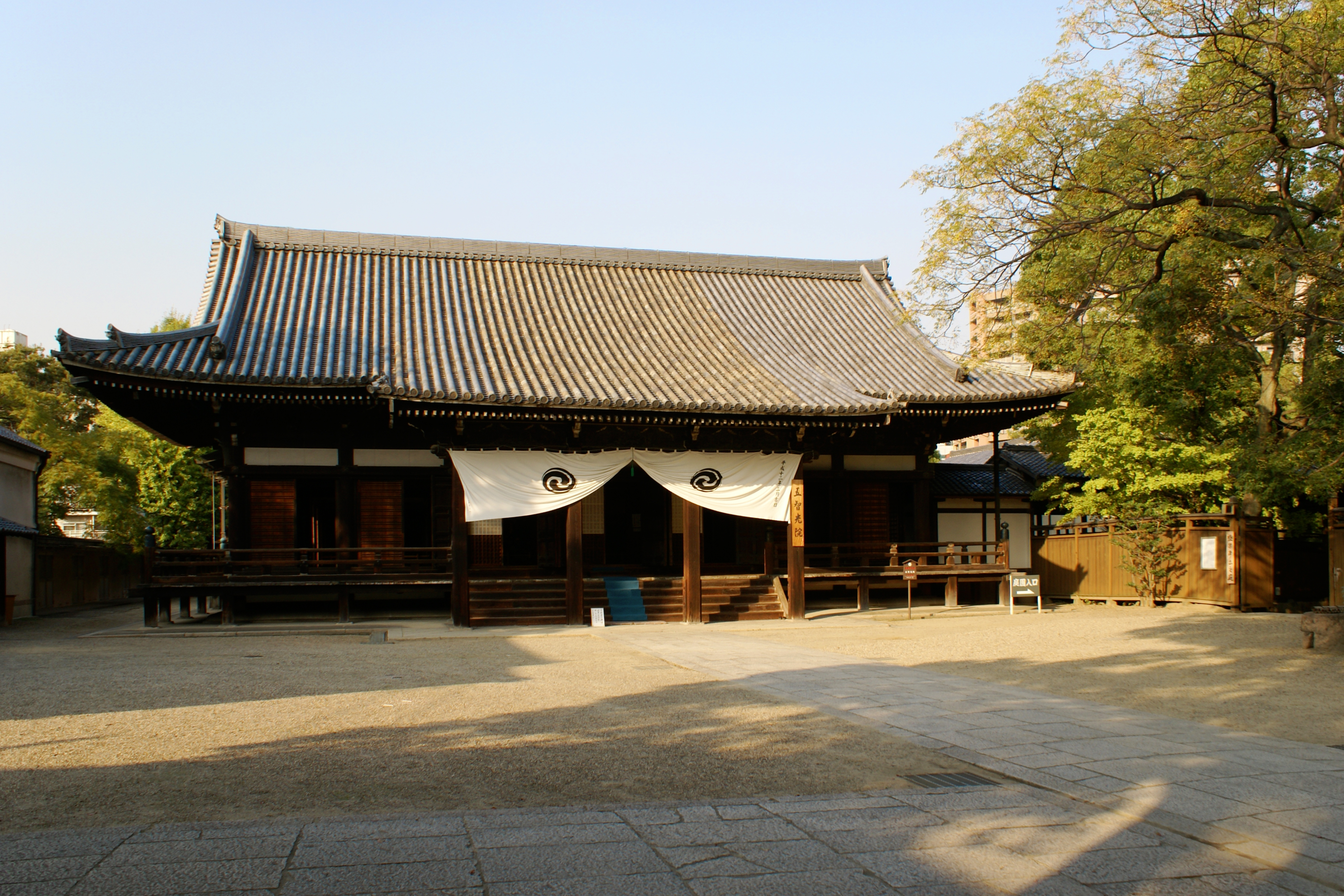
五智光院
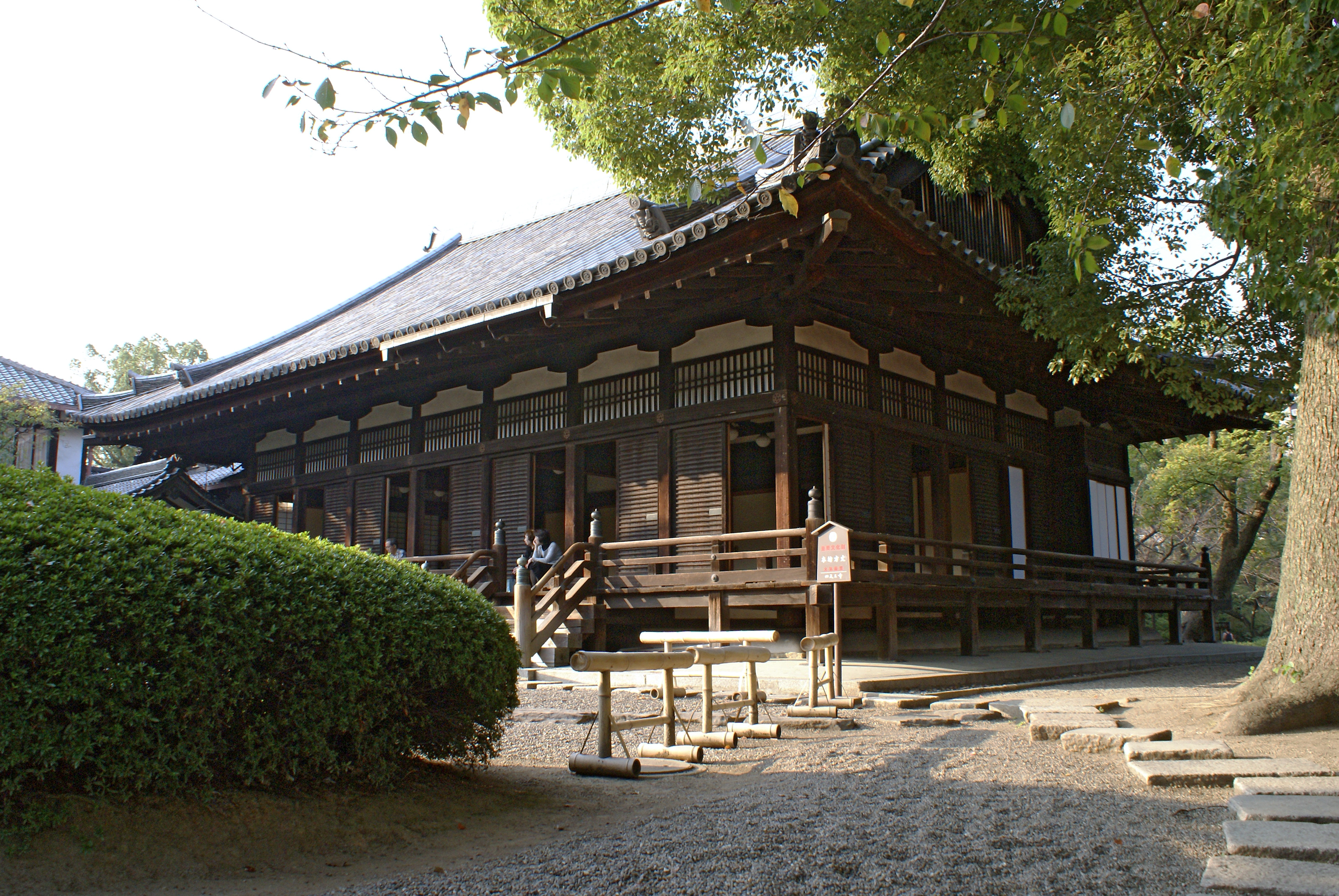
湯屋方丈
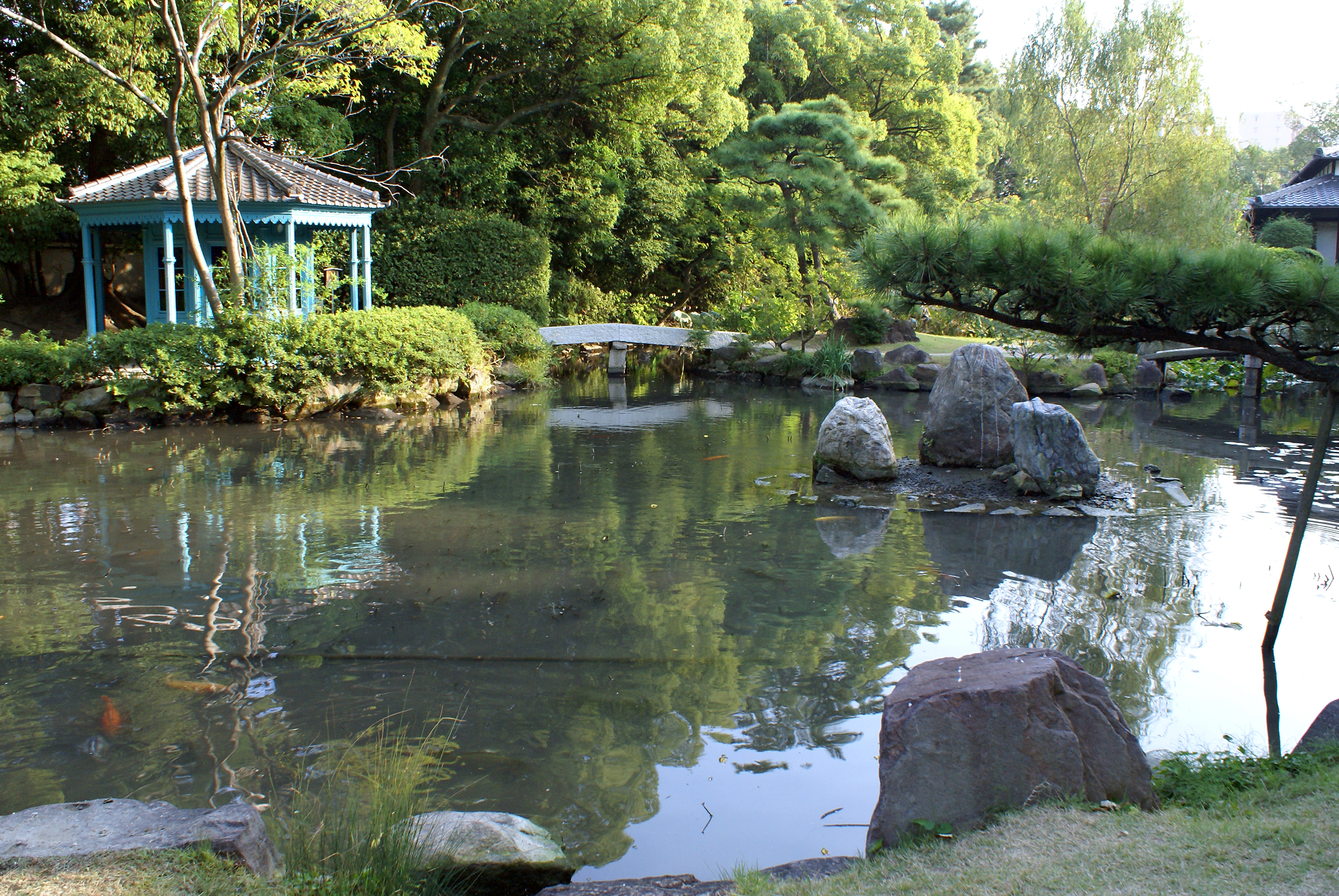
八角亭

### 美術工藝品
国宝
- 紙本著色扇面法華經冊子5帖（九十八葉）
- 懸守（かけまもり）7懸
- 七星劍 - 傳世上古刀之優品。藏於東京國立博物館。
- 丙子椒林劍 - 與七星劍同屬傳世上古刀之優品。藏於東京國立博物館。
- 四天王寺縁起（根本本、後醍醐天皇宸翰本）
- 金銅威奈大村骨藏器 - 京都国立博物館に寄託。

四天王寺所藏美術工藝品（国宝）
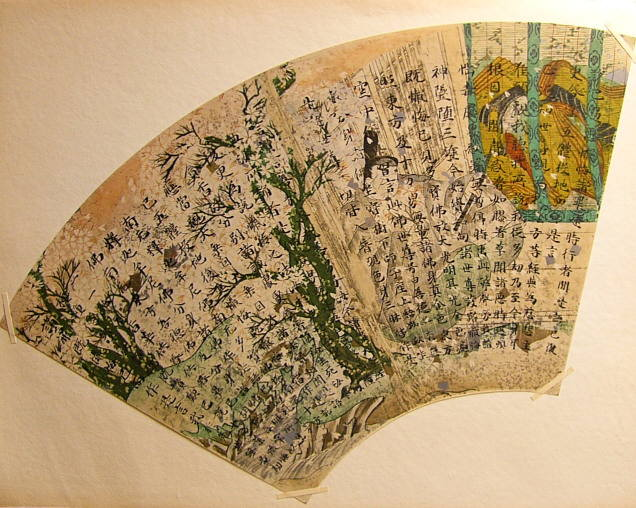
扇面法華經冊子
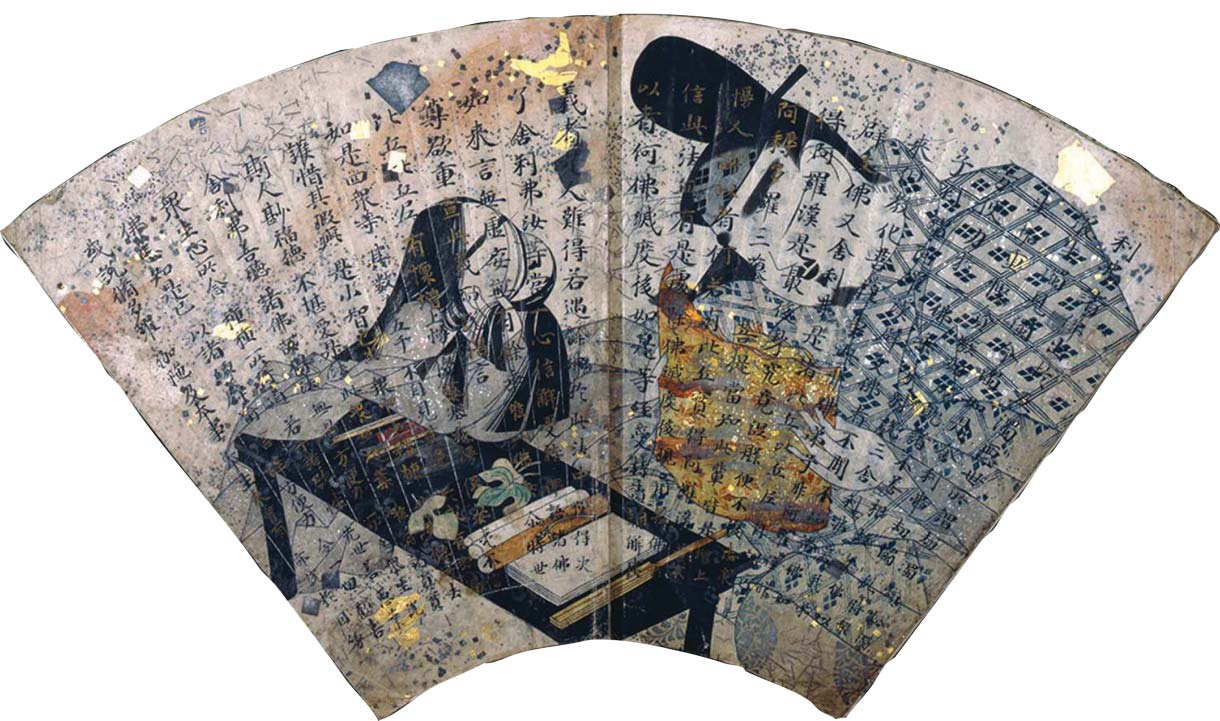
扇面法華經冊子 卷一
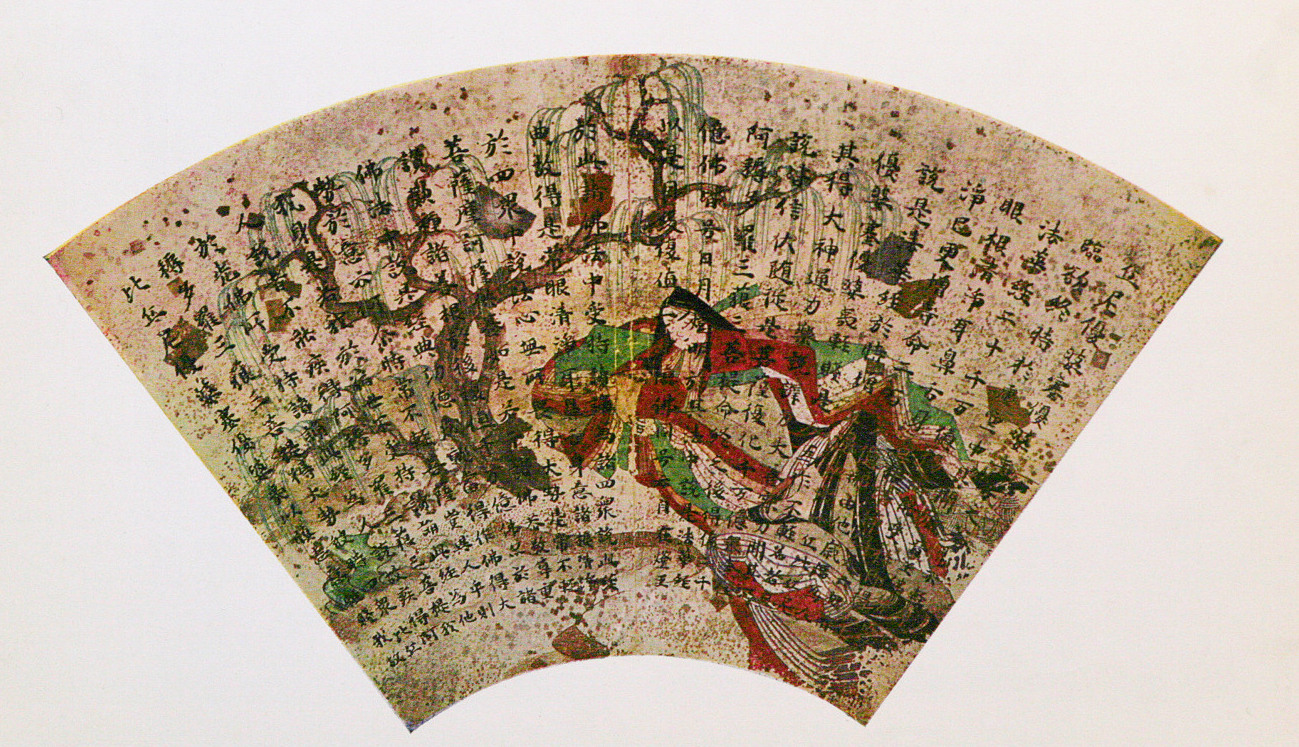
扇面法華經冊子 卷七
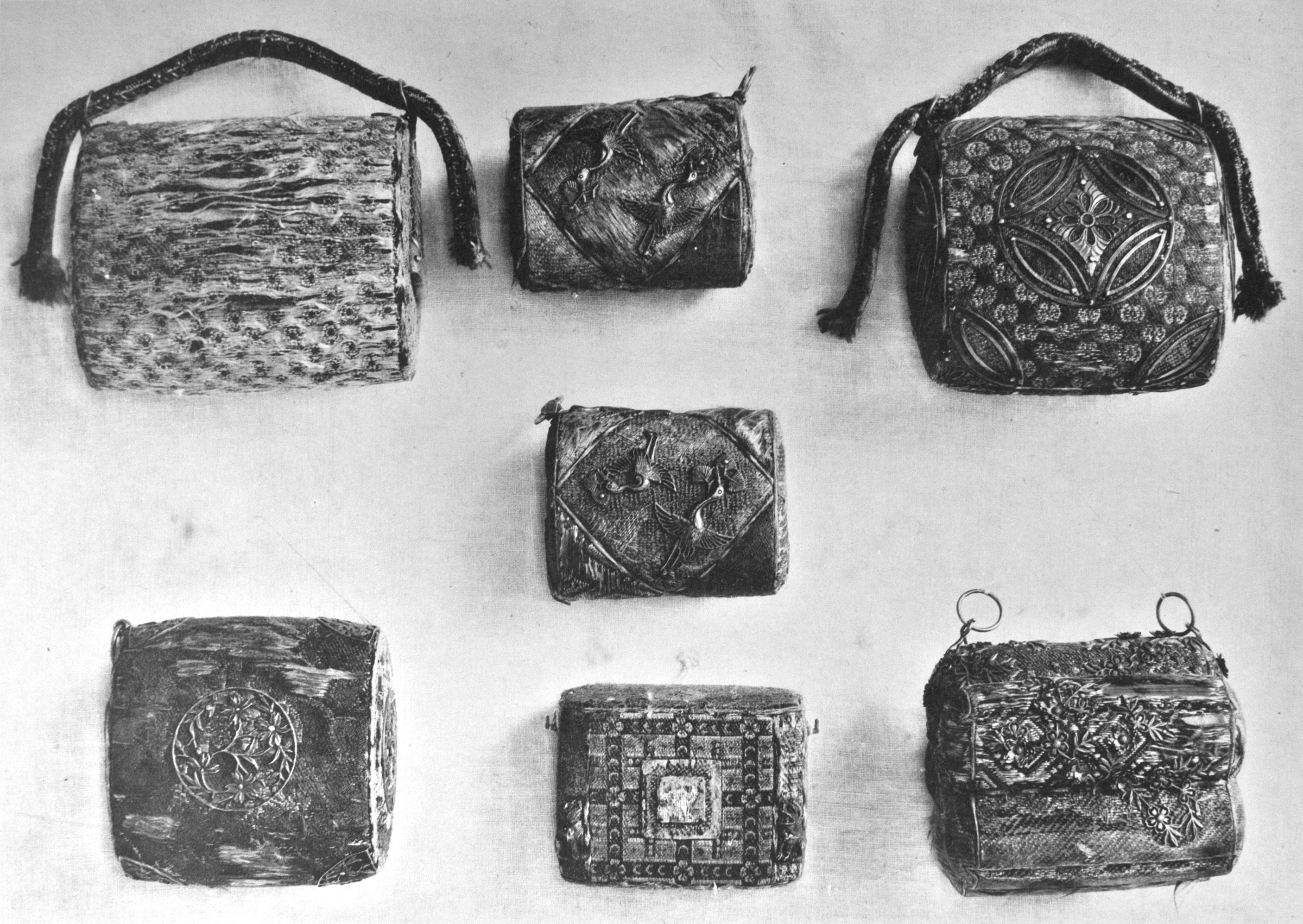
懸守

重要文化財（国家指定）
- 絹本著色聖德太子絵傳6幅（附 紙本墨書元亨三年旧裏書（6通）1卷）
- 絹本著色兩界曼荼羅圖
- 板絵著色聖德太子絵傳6面 傳狩野山樂筆（旧絵堂壁画）（附 板絵著色同絵11面）
- 金銅觀世音菩薩半跏像
- 銀製鍍金光背（舟後光）
- 千手觀音及二天箱佛
- 舞樂面2面（納曾利、陵王）
- 木造阿弥陀如来及兩脇侍像
- 木造阿弥陀如来坐像 - 和歌山縣有田郡廣川町の明王院旧藏。
- 木造毘沙門天立像 - 高知縣香美郡香我美町（現香南市）惠日寺旧藏。
- 木造藥師如来坐像 - 和歌山縣有田郡廣川町明王院旧藏。
- 四天王寺舞樂所用具
- 漆皮箱（附 茜染綾）
- 舍利塔（附 金銅容器）
- 銅鏡 花鳥文様
- 鳴鏑矢
- 細字法華經（一部）1卷、塵地蒔絵經箱
- 十七条憲法
- 日本書紀神代上卷断簡（紙背性靈集）2葉
- 攝津四天王寺境内出土瓦（鐙瓦135個、宇瓦130個、牡瓦8個、牝瓦9個、鬼瓦6個分、雁振瓦1個、鳥衾1個）
- 攝津四天王寺講堂阯出土品（鴟尾1個、蓮華文鴟尾残欠1個分、蓮華文鐙瓦2個、牡瓦、牝瓦各2個、刻画牡瓦残欠1個分、金銅風鐸（鉄金具共）1口、和同開珎1枚、二彩陶器残片6個、附：鬼瓦1個）

重要無形民俗文化財（国家指定）
- 聖靈會舞樂

史跡（国指定）
- 四天王寺旧境内

## 關連項目
- 四天王
- 金剛組
- 四天王寺七宮

## 外部連結
维基共享资源上的相關多媒體資源：四天王寺
- 四天王寺（页面存档备份，存于）
- 社会福祉法人四天王寺福祉事業団（页面存档备份，存于）
- 学校法人四天王寺学園（页面存档备份，存于）
- 金剛組（页面存档备份，存于）
- OpenStreetMap上有關四天王寺的地理